# Beija-mão

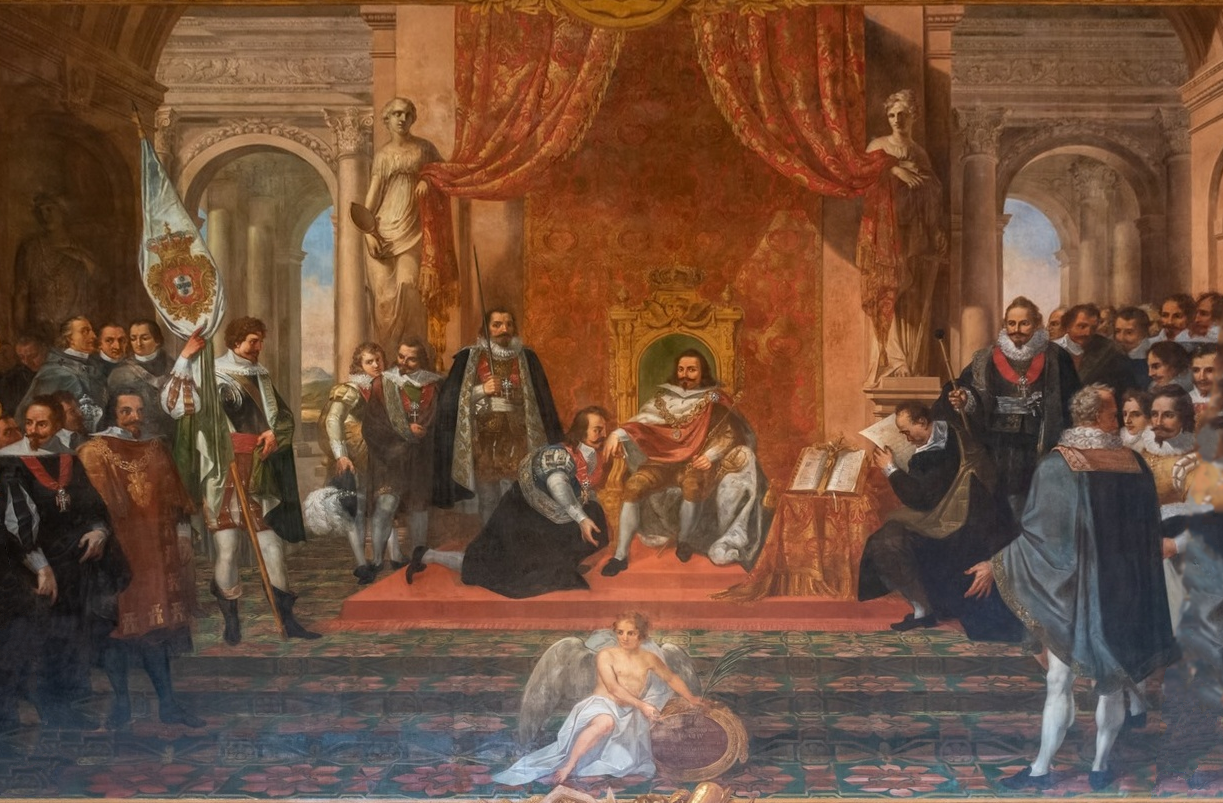
Beija-mão durante a Aclamação de D. João IV em 1640

O beija-mão é uma tradição de reverência a personalidades eminentes, praticada em várias culturas desde tempos remotos.
Na cultura lusófona suas origens são medievais, sendo um costume da monarquia portuguesa em Portugal depois herdado pela corte imperial brasileira. O beija-mão era uma cerimônia pública em que o monarca se colocava em contato direto com o vassalo, o qual, depois da devida reverência, podia aproveitar a ocasião para solicitar alguma mercê. A cerimônia tinha grande significado simbólico, lembrando o papel paternal e protetor do rei, invocava o respeito pela monarquia e a submissão dos súditos. Era grande o fascínio que exercia sobre o povo. No tempo de Dom João VI havia um protocolo preciso a ser seguido: a pessoa se aproximava, ajoelhava diante do rei, e beijava-lhe a mão estendida. Então levantava-se, fazia outra genuflexão e se retirava pelo lado direito.

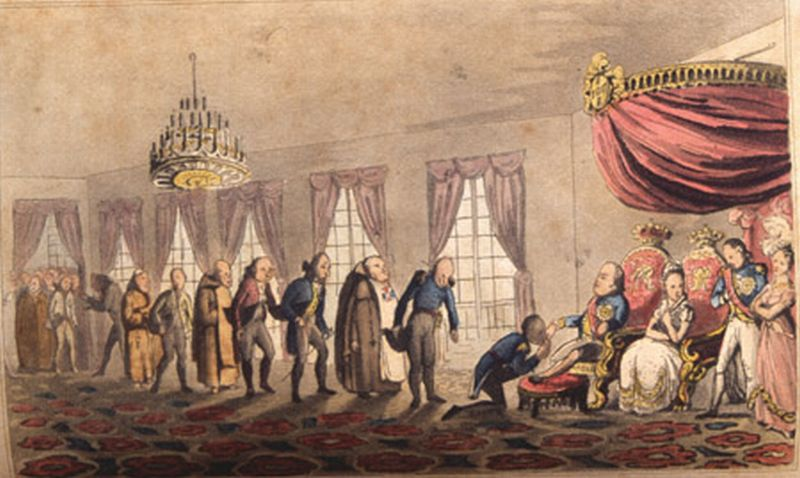
Registro da cerimônia do beija-mão na corte carioca de D. João VI, um costume típico da monarquia portuguesa

Dom João VI recebia seus súditos todas as noites, salvo domingos e feriados. Era sempre acompanhada com música e às vezes a cerimônia se estendia por longas horas, dada a grande afluência de pessoas. Chegava a receber 150 pessoas por dia. José Antonio de Sá elogiou as audiências afirmando que Dom João "exercita o amor, e a confiança para o Soberano, e contém os ministros". Outra lembrança foi deixada por Henry L’Evêque: "o Príncipe, acompanhado por um Secretário de Estado, um Camareiro e alguns oficiais de sua Casa, recebe todos os requerimentos que lhe são apresentados; escuta com atenção todas as queixas, todos os pedidos dos requerentes; consola uns, anima outros.... A vulgaridade das maneiras, a familiaridade da linguagem, a insistência de alguns, a prolixidade de outros, nada o enfada. Parece esquecer-se de que é senhor deles para se lembrar apenas de que é o seu pai". Oliveira Lima registrou que Dom João VI tinha um deleite especial na cerimônia, onde se misturavam livremente nobres e plebeus, e, "dotado da prodigiosa memória dos Braganças, nunca confundia as fisionomias nem as súplicas, e maravilhava os requerentes com o conhecimento que denotava das suas vidas, das suas famílias, até de pequenos incidentes ocorridos em tempos passados e que eles mal podiam acreditar terem subido à ciência d'el-rei".
O beija-mão no Brasil deu origem ao primeiro sistema de transporte público instalado no país. Dom João muitas vezes se deslocava até a Fazenda de Santa Cruz, distante da cidade, o que tornava o acesso difícil. Como muitos não dispunham de um transporte, em 1817 Sebastião Fábregas Surigué obteve o privilégio de explorar um serviço de coches entre a cidade e Santa Cruz, e também para a Quinta da Boa Vista, outra das residências reais, que na época ficava na periferia.
Seu filho Dom Pedro I, e seu neto, Dom Pedro II, mantiveram o hábito. Em Portugal, o costume foi abolido por D. Pedro V, que entendia o cerimonial como um ato de servilismo indigno de qualquer homem.